# Google Workspace Marketplace

O Google Workspace Marketplace (anteriormente designado Google Apps Marketplace e depois G Suite Marketplace) é um produto da Google LLC. É uma loja online de aplicações Web gratuitas e pagas que funcionam com os serviços do Google Workspace e com software de terceiros. As aplicações são baseadas nas APIs do Google ou no Google Apps Script. Os utilizadores podem agora instalar aplicações do Google Chat a partir das páginas de listagem de aplicações.